# José María Caro Rodríguez
José María Caro Rodríguez (n. 23 iunie 1866, Los Valles⁠(d), Regiunea Libertador General Bernardo O'Higgins, Chile – d. 4 decembrie 1958, Santiago de Chile, Chile) a fost un cardinal chilian al Bisericii Romano-Catolice. A slujit ca Arhiepiscop de Santiago din 1939 până la moartea sa și a fost ridicat la rang de cardinal în 1946 de către Papa Pius al XII-lea.

## Biografie

### Viața timpurie și hirotonire
José María Caro a fost născut în Los Valles, departamentul San Fernando, în actuala comună Pichilemu, ca al patrulea dintre cei nouă copii ai lui José María Caro Martínez, fost primar al orașului Pichilemu, și soției sale Rita Rodríguez Cornejo. După ce a urmat o școală locală, a intrat la seminarul din Santiago în 1881. Caro a mers apoi la Roma în 1887, studiind la Colegiul Pontifical Pio - Latinoamerican și la Universitatea Pontificală Gregoriană până în 1891. Hirotonit la preoție la 20 decembrie 1890, s-a întors în Chile în octombrie 1891 și apoi a predat studii pregătitoare și filozofie la seminarul din Santiago.

### Munca pastorală
Caro și-a desfășurat slujirea pastorală în mai multe capelanii, spitale și parohii, slujind și ca pastor al orașului Mamiña din martie până în decembrie 1899. S-a întors la seminar în 1900 ca profesor de teologie.

### Episcop

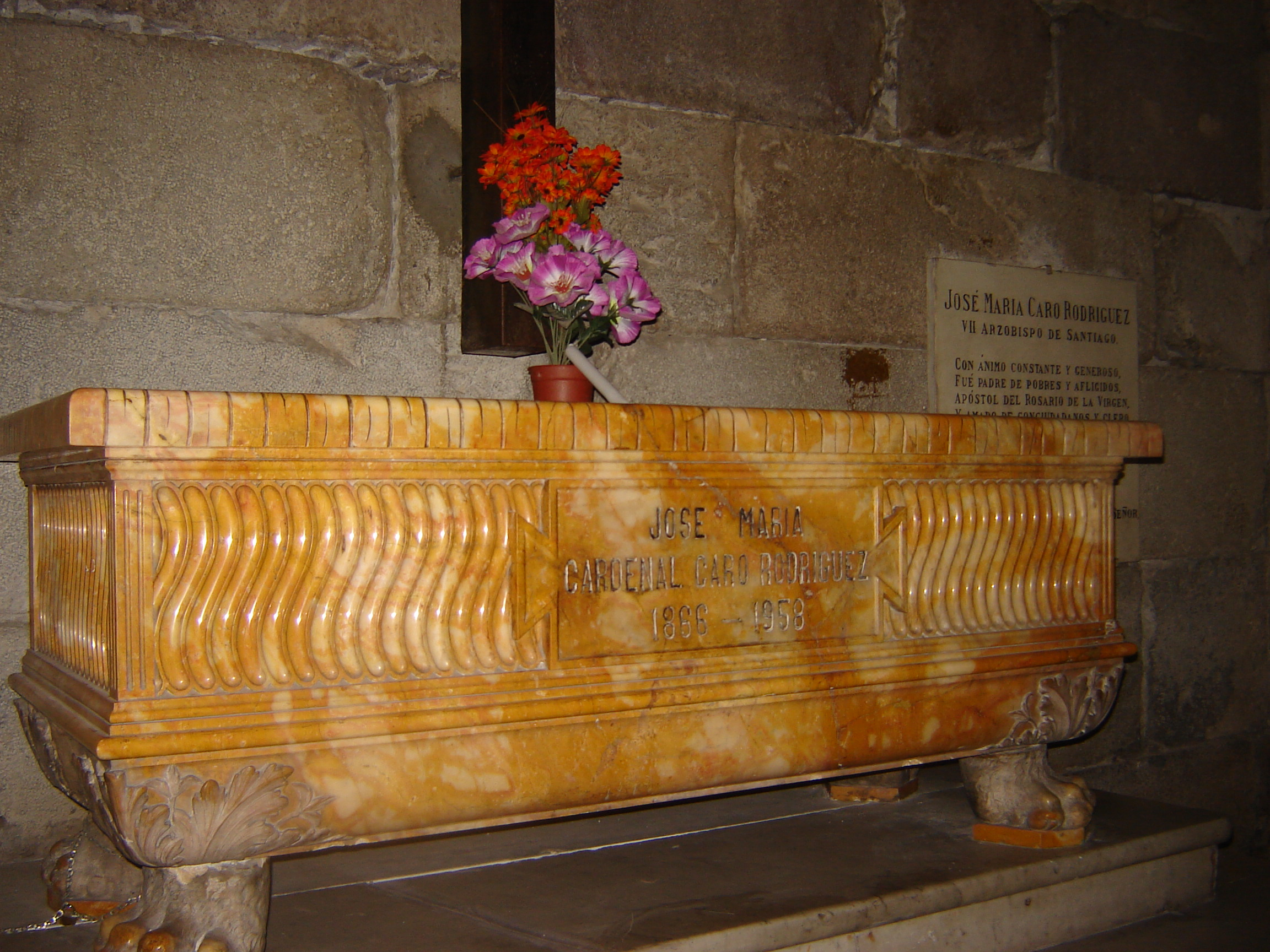
Mormântul lui José María Caro din Catedrala Santiago

Numit vicar apostolic de Tarapacá pe 6 mai 1911, Caro a fost numit episcop titular de Mylasa în asociere cu vicariatul la 5 ianuarie 1912. El a primit consacrarea episcopală în 28 aprilie anul următor de la arhiepiscopul Enrico Sibilia, împreună cu episcopii Luis Izquierdo Vargas și Miguel Claro Vásquez slujind ca co-consacratori, în Catedrala Mitropolitană din Santiago.
Caro a fost numit mai târziu episcop de La Serena pe 14 decembrie 1925 și a fost avansat la gradul de Arhiepiscop la ridicarea eparhiei sale pe 20 mai 1939. La 28 august același an, papa Pius al XII-lea l-a numit arhiepiscop de Santiago.
Ca episcop, Caro s-a opus puternic influenței Francmasoneriei în societatea modernă și a scris mai multe pamflete anti-masonice, una dintre cele mai cunoscute fiind Misterul Francmasoneriei Dezvăluit. 

### Cardinal
A fost creat cardinal preot de S. Maria della Scala de către Pius al XII-lea în consistoriul din 18 februarie 1946. Caro, primul membru chilian al Colegiului Cardinalilor, a servit ca legat papal la Consiliul Plenar din Chile la 8 septembrie 1946, al zecelea Congres Euharistic Național la 26 septembrie 1951 și, mai târziu, la cel de-al șaselea Congres Interamerican al Educației Catolice, la 30 august 1956. Înainte de a participa la conclavul papal din 1958, Caro a participat la prima conferință generală a Conferinței Episcopale Latino-Americane de la Rio de Janeiro, Brazilia, în 1955.

### Moarte
Caro a murit la Santiago, la vârsta de 92 de ani, fiind cel mai în vârstă membru al Colegiului Cardinalilor. Inițial a fost înmormântat în cripta arhiepiscopală a Catedralei Santiago, dar rămășițele sale au fost mutate într-o capelă funerară din spatele navei centrale a catedralei pe 19 martie 1968.